# Batacchio

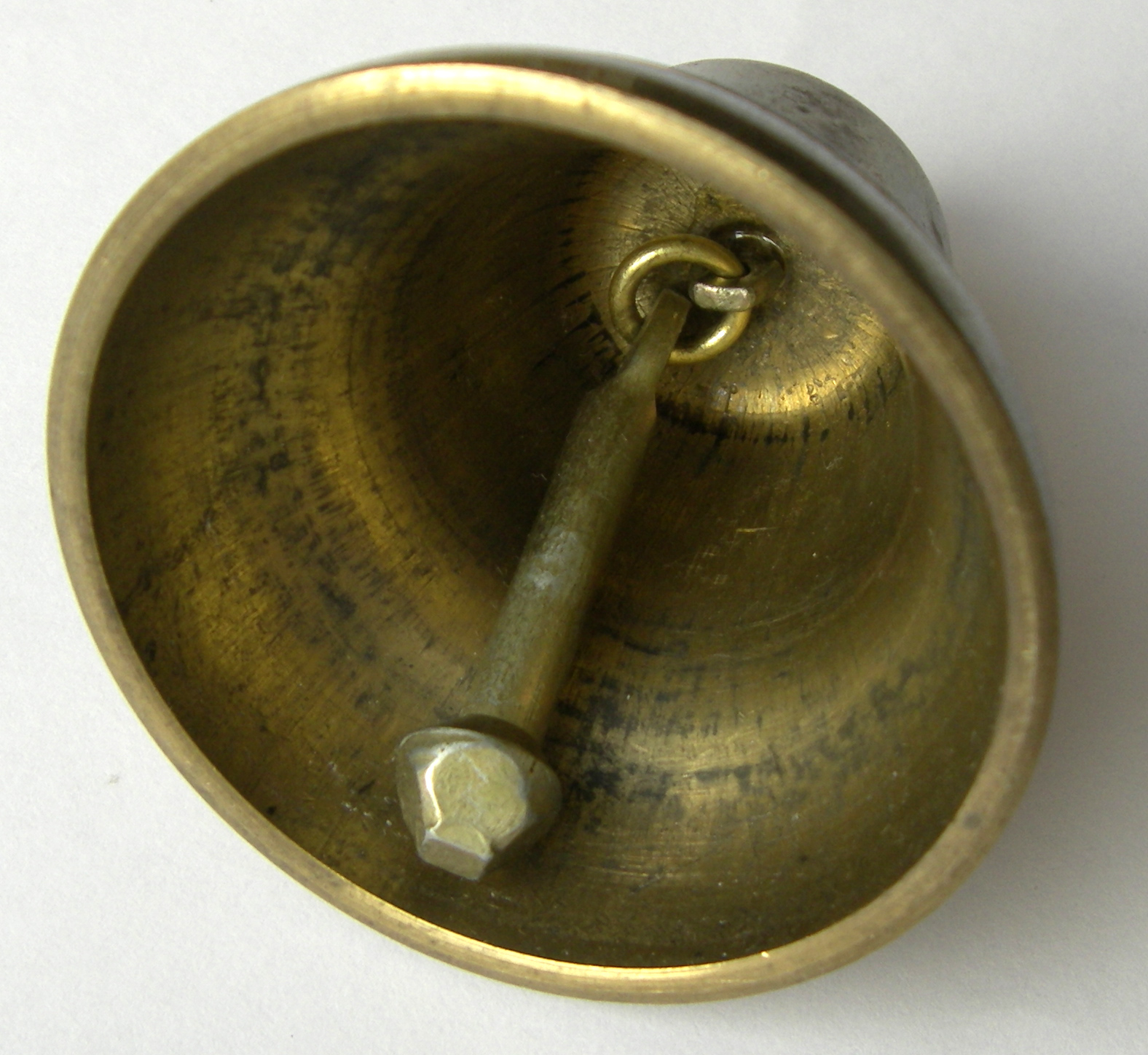
Interno di una campana con batacchio

Il batacchio (detto anche battaglio o batocchio) è un percussore (di piccole, medie o grandi dimensioni a seconda della campana) che si trova solitamente dentro a una campana, e che, percuotendola, produce vibrazioni e di conseguenza la fa suonare.
Ne esistono di due tipi: volante e cadente:
- quello volante si usa nelle campane nel sistema "a slancio" (principalmente nel centro, nel sud Italia nel Friuli Venezia Giulia e parte del Veneto in questi ultimi è pressoché l'unico sistema) e si chiama volante perché "vola", ovvero segue la campana in ogni sua direzione;
- quello cadente si usa invece nelle campane di tipo "ambrosiano" (nord Italia) o a "mezzoslancio" (centro e sud) e si chiama cadente perché batte dalla parte opposta rispetto alla direzione della campana.

I batacchi, solitamente, si possono trovare non solo nelle campane normali, ma anche nelle campanelle domestiche, o in campanelle di piccolissime dimensioni.
L'anello o il ferro a forma di staffa al quale il batacchio si aggancia viene chiamato ansola.